# Рыбальченский сельский совет (Голопристанский район)
Рыбальченский сельский совет (укр. Рибальченська сільська рада) — входит в состав
Голопристаньского района
Херсонской области
Украины.
Административный центр сельского совета находится в 
с. Рыбальче
.

## Населённые пункты совета
- с. Рыбальче
- пос. Виноградное
- с. Забарино